# Nice Boys
«Nice Boys» es una canción creada por la banda australiana Rose Tattoo en 1977. Fue interpretada por los grandes músicos como George Young o Gilby Clarke en algunos de sus conciertos.
En 1986, Guns N' Roses lanzó su primer EP, Live ?!*@ Like a Suicide, contando con cuatro canciones, entre ellas estaba el cover de Nice Boys. En 1988, cuando Guns N' Roses sacó su álbum G N' R Lies, los cuatro temas de Live Like a Suicide entraron en éste, por eso Nice Boys es el segundo tema del álbum.
Nice Boys, siendo parte de casi todos los recitales de Guns N' Roses y Rose Tattoo, se convirtió en un Hit de ambas bandas. Entró en el Use Your Illusion Tour y Chinese Democracy World Tour.
- Datos: Q9049882